# Ron Chandler
Ron Chandler (Londres, 12 de diciembre de 1939) es un expiloto de motociclismo británico que compitió en el Campeonato del Mundo de Motociclismo desde 1966 hasta 1971. Su mejor temporada fue en 1969 cuando acabó séptimo en la clasificación general en la categoría de 500 cc. 
Estuvo esponsorizado en sus primeros años por Tom Kirby, un distribuidor de motocicletas en Roneo Corner, Hornchurch. después de romper sus lazos con Tom Kirby en 1964, Chandler fue patrocinado por Reg Kirby, el hermano de Tom y un distribuidor de motocicletas de Stanford-le-Hope, Essex, cuyas motos fueron preparadas por Colin Seeley, Colin Seeley Racing Developments.

## Estadísticas
Sistema de puntos de 1950 a 1968:
| Posición | 1 | 2 | 3 | 4 | 5 | 6 |
| Puntos   | 8 | 6 | 4 | 3 | 2 | 1 |

Sistema de puntuación a partir de 1969:
| Posición | 1  | 2  | 3  | 4 | 5 | 6 | 7 | 8 | 9 | 10 |
| Puntos   | 15 | 12 | 10 | 8 | 6 | 5 | 4 | 3 | 2 | 1  |

(Carreras en negrita indica pole position, carreras en cursiva indica vuelta rápida)
| Año  | Clase | Equipo    | 1       | 2       | 3       | 4       | 5       | 6      | 7      | 8       | 9     | 10      | 11      | 12    | 13    | Pts | Pos  |
| ---- | ----- | --------- | ------- | ------- | ------- | ------- | ------- | ------ | ------ | ------- | ----- | ------- | ------- | ----- | ----- | --- | ---- |
| 1966 | 350cc | AJS       |         | GER -   | FRA -   | NED -   | BEL -   | DDR 13 | CZE -  | FIN -   | ULS - | IOM 19  | NAT 12  | JPN - |       | 0   | -    |
| 1966 | 500cc | Matchless |         | GER -   |         | NED Ret | BEL 6   | DDR 4  | CZE -  | FIN -   | ULS - | IOM 5   | NAT Ret |       |       | 6   | 11.º |
| 1967 | 350cc | AJS       |         | GER -   |         | IOM Ret | NED Ret | BEL -  | DDR -  | CZE -   | FIN - | ULS -   | NAT -   | CAN - |       | 0   | -    |
| 1967 | 500cc | Matchless |         | GER Ret |         | IOM 9   | NED Ret |        | DDR -  | CZE Ret | FIN - | ULS -   | NAT -   | CAN - |       | 0   | -    |
| 1968 | 350cc | Seeley    | GER -   |         | IOM -   | NED 10  |         | DDR -  | CZE -  |         | ULS - | NAT Ret |         |       |       | 0   | -    |
| 1968 | 500cc | Norton    | GER 7   | ESP -   | IOM -   | NED 6   | BEL 9   | DDR -  | CZE -  | FIN -   | ULS - | NAT 10  |         |       |       | 1   | 26.º |
| 1969 | 350cc | Seeley    | ESP -   | GER -   |         | IOM 12  | NED -   |        | DDR -  | CZE -   | FIN - | ULS -   | NAT -   | YUG - |       | 0   | -    |
| 1969 | 500cc | Seeley    | ESP -   | GER 10  | FRA -   | IOM 6   | NED 8   | BEL 5  | DDR -  | CZE -   | FIN - | ULS 6   | NAT 6   | YUG - |       | 25  | 7.º  |
| 1970 | 500cc | Seeley    | GER Ret |         | YUG -   | IOM -   | NED 8   | BEL 9  | DDR -  | CZE -   | FIN - | ULS -   | NAT -   | ESP - |       | 5   | 36.º |
| 1971 | 350cc | Yamaha    | AUT -   | GER -   | IOM -   | NED 5   |         | DDR -  |        | SWE -   | FIN - | IRL -   | NAT -   | ESP - |       | 6   | 29.º |
| 1971 | 500cc | Kawasaki  | AUT -   | GER 3   | IOM -   | NED Ret | BEL 5   | DDR -  |        | SWE -   | FIN - | IRL 8   | NAT Ret | ESP - |       | 19  | 10.º |
| 1972 | 350cc | Yamaha    | GER -   | FRA Ret | AUT -   | NAT -   | IOM -   | YUG -  | NED 11 |         | DDR - | CZE -   | SWE -   | FIN - | ESP - | 0   | -    |
| 1972 | 500cc | Kawasaki  | GER -   | FRA 13  | AUT -   | NAT -   | IOM -   | YUG -  | NED -  | BEL 11  | DDR - | CZE -   | SWE -   | FIN - | ESP - | 0   | -    |
| 1973 | 250cc | Yamaha    | FRA -   | AUT -   | GER Ret |         | IOM -   | YUG -  | NED -  | BEL -   | CZE - | SWE -   | FIN -   | ESP - |       | 0   | -    |